# رد دد ریدمپشن
رد دد ردمپشن (به انگلیسی: Red Dead Redemption) (کوتاه شده: RDR) یک بازی ویدئویی در سبک اکشن ماجراجویی و تیراندازی سوم شخص محصول سال ۲۰۱۰ شرکت راک‌استار گیمز است که توسط راک‌استار سن‌دیگو و راک‌استار نرث برای پلی‌استیشن ۳ و اکس‌باکس ۳۶۰ ساخته‌شده و در ۱۸ مه ۲۰۱۰ منتشر شده‌است. نسخه پورت این عنوان در ۱۷ اوت ۲۰۲۳ برای پلی استیشن ۴ و نینتندو سوئیچ منتشر شد. همچنین در تاریخ ۲۹ اکتبر ۲۰۲۴ این بازی برای مایکروسافت ویندوز منتشر شد.
فضای بازی در سال ۱۹۱۱ در غرب وحشی آمریکا سیر می‌کند. رد دد ریدمپشن در مدت زمان ساخت نزدیک به ۱۰۰ میلیون دلار هزینه دربرداشته‌است. راک‌استار گیمز مجبور به پرداخت ۱۰۰ میلیون دلار شده تا پروژهٔ طولانی مدت بازی به اتمام برسد. قسمت دوم بازی که در سال ۲۰۱۸ ساخته شد در اصل وقایع قبل از این قسمت را در بر می‌گیرد.

## روند بازی
رد دد ریدمپشن یک بازی جهان باز وسترن با دید سوم شخص است. در این بازی شما کنترل شخصیت جان مارستون رو بر عهده دارید. در رستگاری خونین همه جور موجود زنده‌ای از خرس گریزلی، گوزن شمالی، گرگ، گاومیش آمریکایی گرفته تا راکون، یوزپلنگ آمریکایی، کرکس و مار زنگی پیدا می‌شود، و مهم‌تر این‌که بازی‌کننده می‌تواند با شکار این موجودات به کسب درآمد بپردازد. راک‌استار با بهره‌گیری از تکنولوژی ضبط حرکت به ساخت اسبها بازی پرداخته‌است.انجام دادن مراحل به صورت خطی است. گیمر می‌تواند جدا از بازی آزادانه در بازی بچرخد.

بازیکن در بازی می‌تواند پشت اشیا پنهان شود.

## نگارش بازی سال
نگارش منتخب سال بازی رد دد ریدمپشن که مجموعه‌ای کامل از بازی اصلی و تمامی بسته‌های الحاقی آن بود در ماه سپتامبر سال ۲۰۱۱ میلادی در اروپا و آمریکا منتشر شد.

## داستان بازی
در سال ۱۹۱۱، با پیشرفت صنایعی همچون راه‌آهن و ادارهٔ تلگراف و تقویت قوای نیروهای قانونی دنیای غرب وحشی رو به زوال می‌رود. دولت مرکزی می‌خواهد که ادارهٔ تحقیقات فدرال در تسریع بازگشت این یاغیان به جامعهٔ غرب کمک نمایند. یکی از کسانی که این اداره سعی در دستگیری‌اش دارد، بیل ویلیامسون و گروه داچ ون در لیند است. یکی از مأموران اف‌بی‌آی به نام ادگار راس تصمیم می‌گیرد برای شکار ویلیامسون از یکی از همکاران سابق او، جان مارستون استفاده نماید و برای آن که جان را مجبور به همکاری کنند، همسر و فرزندش را به گروگان می‌گیرند.
ادگار راس و همکارش، آرچر فوردهام، جان را با کشتی ستارهٔ صبح به بلک‌واتر می‌رسانند و سپس او را با قطار راهی شهر آرمادیلو می‌نمایند. در آنجا جان در یک سالون با یک راهنما به نام جیک، که توسط مارشال محلی آنجا استخدام شده‌است، دیدار می‌کند. جیک او را تا قلعهٔ مرسر، مخفیگاه اصلی گروه ویلیامسون همراهی می‌کند. جان ابتدا سعی می‌کند که ویلیامسون را قانع کند تا به شکلی صلح‌آمیز تسلیم شود، اما ویلیامسون با طعنه با او صحبت کرده و پیشنهاد او را رد می‌نماید. سپس نیز مورد اصابت گلولهٔ یکی از مردان ویلیامسون قرار می‌گیرد.
پس از سپری شدن یک شب، بانی مک‌فارلن و دستیارش آموس، او را می‌یابند و با خود برده و تیمارش می‌کنند. پس از آنکه جان بهبود می‌یابد، بانی به او پیشنهاد می‌دهد که در قبال محل زندگی، غذا و نوشیدنی به او در کارهای مزرعه‌اش کمک نماید. جان که زندگی‌اش را به بانی و پدرش، درو مک‌فارلن مدیون است در کارهایی همچون گشت شبانه، چوپانی گلهٔ گاو یا تمشیت اسبان به آن‌ها یاری می‌رساند. ویلیامسون وقتی که متوجه می‌شود که جان کماکان زنده است و در مزرعهٔ مک‌فارلن زندگی می‌کند، اصطبل آن‌ها را به آتش می‌کشد. جان موفق می‌شود که اسب‌هایی که در اصطبل هستند را نجات دهد و بانی نیز قول می‌دهد که پس از آنکه دوباره در مزرعه مستقر شد، تعدادی از احشامش را به او بفروشد. در حالی که جان نقشه حمله به باند ویلیامسون را تدوین می‌کرد تعدادی متحد برای کمک به او در انجام این حمله پیدا می‌کند، از جمله مارشال لی جانسون (آنتونی دی آنتونی دی لونگیس)، کلاهبردار نایجل وست دیکنز (دان کریچ)، شکارچی گنج ست بریرز (کوین گلیکمن)، و یک قاچاقچی اسلحه معروف به نام. «ایرلندی» (کی. هریسون سویینی). در نهایت، جان و متحدانش به فورت مرسر یورش می‌برند و همه افراد ویلیامسون را می‌کشند، اما متوجه می‌شوند که ویلیامسون به مکزیک فرار کرده‌است تا از خاویر اسکوئلا (آنتونیو جارامیلو)، یکی دیگر از اعضای سابق باند جان، کمک بگیرد. جان راه خود را از متحدانش جدا می‌کند و به مکزیک سفر می‌کند.
جان با ورود به نووو پارایسو، درگیر یک جنگ داخلی محلی بین سرهنگ آگوستین آلنده (گری کارلوس سروانتس)، حاکم ظالم ایالت، و آبراهام ریس (جاش سگرا)، رهبر شورش علیه دولت آلنده می‌شود. جان با هر دو طرف در ازای کمک برای ردیابی اهداف خود کار می‌کند. هنگامی که آلنده تصمیم می‌گیرد به او حمله کند، جان توسط ریس نجات می‌یابد و قول می‌دهد که به شورشیان در به دست آوردن مزیت کمک کند. در طول یورش به یک قلعه ارتش، شورشیان به او کمک می‌کنند اسکوئلا را پیدا کند، که نشان می‌دهد ویلیامسون تحت حمایت آلنده است. جان پس از کشتن یا گرفتن اسکوئلا، او را به راس و فوردهام تحویل می‌دهد. ریس در نهایت حمله به کاخ آلنده را رهبری می‌کند و جان به او کمک می‌کند تا آلنده و ویلیامسون را تعقیب کند و زمانی که آنها سعی می‌کنند فرار کنند. جان با ترک ریس برای حکومت بر نووو پارایسو و رهبری انقلاب خود به پایتخت مکزیک، به ایالات متحده بازمی‌گردد.
در بلک واتر، راس و فوردهام از جان برای ردیابی داچ ون در لینده (بنجامین بایرون دیویس)، رهبر سابق باند او و مربی سابق جان، کمک می‌گیرند. داچ اخیراً باندی را با بومیان آمریکایی ناراضی تشکیل داده‌است که با آنها نفرت از دولت و مدرنیزاسیون دارند. جان با کمک همکاران راس، دژ داچ را در کوه‌ها پیدا می‌کند. جان پس از کمک به راس و فوردهام برای خنثی کردن دزدی داچ از بانک بلک واتر، در حمله ارتش ایالات متحده به سنگر داچ شرکت می‌کند. داچ که تا یک صخره تعقیب شده بود شکست را می‌پذیرد و قبل از خودکشی به جان هشدار می‌دهد اداره به او آرامش نمی‌دهد. پس از آن، راس به توافق آنها احترام می‌گذارد و به جان اجازه می‌دهد تا به خانواده اش برگردد.
جان با بازگشت به مزرعه خود با همسرش ابیگیل (سوفیا مارزوکی)، پسرش جک (جاش بلیلاک) و عضو سابق باند آنکل (اسپایدر مدیسون) دوباره متحد می‌شود تا دوباره زندگی صادقانه ای داشته باشند. با این حال، این صلح کوتاه مدت است زیرا راس به جان خیانت می‌کند و ارتش کوچکی را در حمله به مزرعه او رهبری می‌کند. جان سعی می‌کند آنها را دفع کند، اما نیروی مهاجم بسیار زیاد است و آنکل کشته می‌شود. جان به خانواده‌اش کمک می‌کند تا فرار کنند و برای مقابله با مهاجمان می‌ماند، مهاجمان او را با شلیک گلوله می‌کشند و می‌روند. در سال ۱۹۱۴، جک ابیگیل را پس از مرگ دفن کرد و با کشتن راس که اخیراً بازنشسته شده بود، انتقام گرفت.

## بازتاب‌ها
رد دد ریدمپشن تا اوت ۲۰۱۵ بیش از ۱۴ میلیون نسخه از بازی برای کنسول‌های پلی‌استیشن ۳ و اکس‌باکس ۳۶۰ روانه بازار کرده‌است. عرضهٔ بازی رستگاری خونین، در امارات متحده عربی ممنوع شد اما طولی نکشید که نسخهٔ بازی سال در بازار امارات متحده عربی توزیع شد.
بر اساس آمار منتشر شده سایت اینترنتی گیم‌اسپای بیش از ۵٫۷ میلیون کلاه از سر بازی‌کننده‌ها در جریان دوئل و در اثر اصابت گلوله پرتاب شده‌است. در این آمار که به بازی دو هفته‌ای بازی‌کننده‌ها اختصاص دارد، مجموع ساعات صرف شده در رستگاری خونین ۱۴ میلیون ساعت، معادل ۱۵۶٫۹۴۵ سال، ذکر شده‌است. نکتهٔ جالب توجه این‌که از این مقدار ۵٫۶۱۴ سال در زندان سپری شده‌است که اگر بخواهیم آن را به زمان واقعی خودمان تبدیل کنیم چیزی حدود ۲ سال و ده ماه می‌شود. حدود ۱٫۹ میلیون اسب در جریان بازی به سرقت رفته، ۱۳۱٫۹ میلیون قتل گزارش شده، ۸۶۲ هزار دزدی ثبت شده و نهایتاً ۸۰۸٫۶ هزار آتش‌سوزی عمدی انجام شده‌است. وقتی نوبت به شکار می‌رسد آمار و ارقام از محبوبیت گرگ خبر می‌دهند. در حالی که گرگ با رقم ۵۵٫۸ میلیون تلفات در مقام نخست شکار قرار دارد، گاو گله با ۲٫۱ میلیون تلفات کم طرفدارترین جانور برای شکار است. نمره این بازی توسط سایت بانک اطلاعات اینترنتی فیلم‌ها، ۹٫۵ از ۱۰ داده شده‌است.

### بازخورد ها
| گردآورنده | امتیاز |
| --------- | ------ |
| متاکریتیک | 95/100 |

| ناشر         | امتیاز  |
| ------------ | ------- |
| وان‌آپ.کام    | A       |
| اج           | 10/10   |
| یوروگیمر     | 8/10    |
| گیم اینفورمر | 9.75/10 |
| گیم‌پرو       | 5/5     |
| گیم‌اسپات     | 9.5/10  |
| گیم‌اسپای     | 5/5     |
| آی‌جی‌ان       | 9.7/10  |

## رد دد ریدمپشن ۲
نوشتار اصلی: رد دد ریدمپشن ۲
پس از ۸ سال، دنباله این عنوان با نام رد دد ریدمپشن ۲ در اکتبر سال ۲۰۱۸ برای کنسول های پلی‌استیشن ۴ و اکس‌باکس وان و در نوامبر سال ۲۰۱۹ برای مایکروسافت ویندوز و گوگل استادیا منتشر شد.

## نسخه مایکروسافت ویندوز
در ۲۹ اکتبر ۲۰۲۴ نسخه مایکروسافت ویندوز بازی به همراه بسته الحاقی رد دد ریدمپشن: ارواح کابوس با پیشرفت هایی مانند پشتیبانی از رزولوشن 4K، سازگاری با مانیتورهای فوق عریض و DLSS منتشر شد.